# Circondario di Sankt Wendel
Il circondario di Sankt Wendel è uno dei circondari dello stato tedesco della Saarland.

## Città e comuni
(Abitanti al 31 dicembre 2021)
La città ha una popolazione di 93 578 abitanti con capoluogo St.Wendel.
| Comuni del circondario | Città 1. Sankt Wendel, Città circondariale (25 337) | Comuni 1. Freisen (7 789) 2. Marpingen (9 962) 3. Namborn (6 928) 4. Nohfelden (9 826) 5. Nonnweiler (8 458) 6. Oberthal (5 953) 7. Tholey (11 917) |